# Marian Baraniecki
Marian Aleksander Baraniecki herbu Sas (ur. 8 grudnia 1848 w Warszawie, zm. 25 lutego 1895 w Krakowie) – polski matematyk, profesor Uniwersytetu Jagiellońskiego.

## Życiorys
Syn Grzegorza Stanisława Baranieckiego i Marii z Pełczyńskich, córki generała Michała Pełczyńskiego. Studiował w Szkole Głównej Warszawskiej (1865-1869) uzyskując stopień magistra nauk fizyko-matematycznych. Stopień doktora filozofii uzyskał na Uniwersytecie Lipskim w 1871 roku po złożeniu rozprawy Über gegen einander permutable Substitutionen. Stopień magistra czystej (obecnie teoretycznej) matematyki uzyskał w Cesarskim Uniwersytecie Moskiewskim w 1874 po przedstawieniu rozprawy О гипергеометрических функциях (O gipiergieometriczeskich funkcijach). Od 1875 był nauczycielem nadetatowym w II Gimnazjum Męskim w Warszawie, 26 marca 1876 Rada Wydziału Fizyko-Matematycznego Cesarskiego Uniwersytetu Warszawskiego udzieliła mu veniam legendi z zakresu matematyki. Był prywatnym docentem na Uniwersytecie Warszawskim do 1885 roku. W tymże roku objął katedrę matematyki na Uniwersytecie Jagiellońskim po prof. Franciszku Mertensie. Na Uniwersytecie Jagiellońskim pozostał przez 10 lat. Zmarł po ciężkiej chorobie w wieku zaledwie 46 lat. Pochowany został na cmentarzu Rakowickim w grobowcu Baranieckich i Smoluchowskich (kwatera D, płd.).

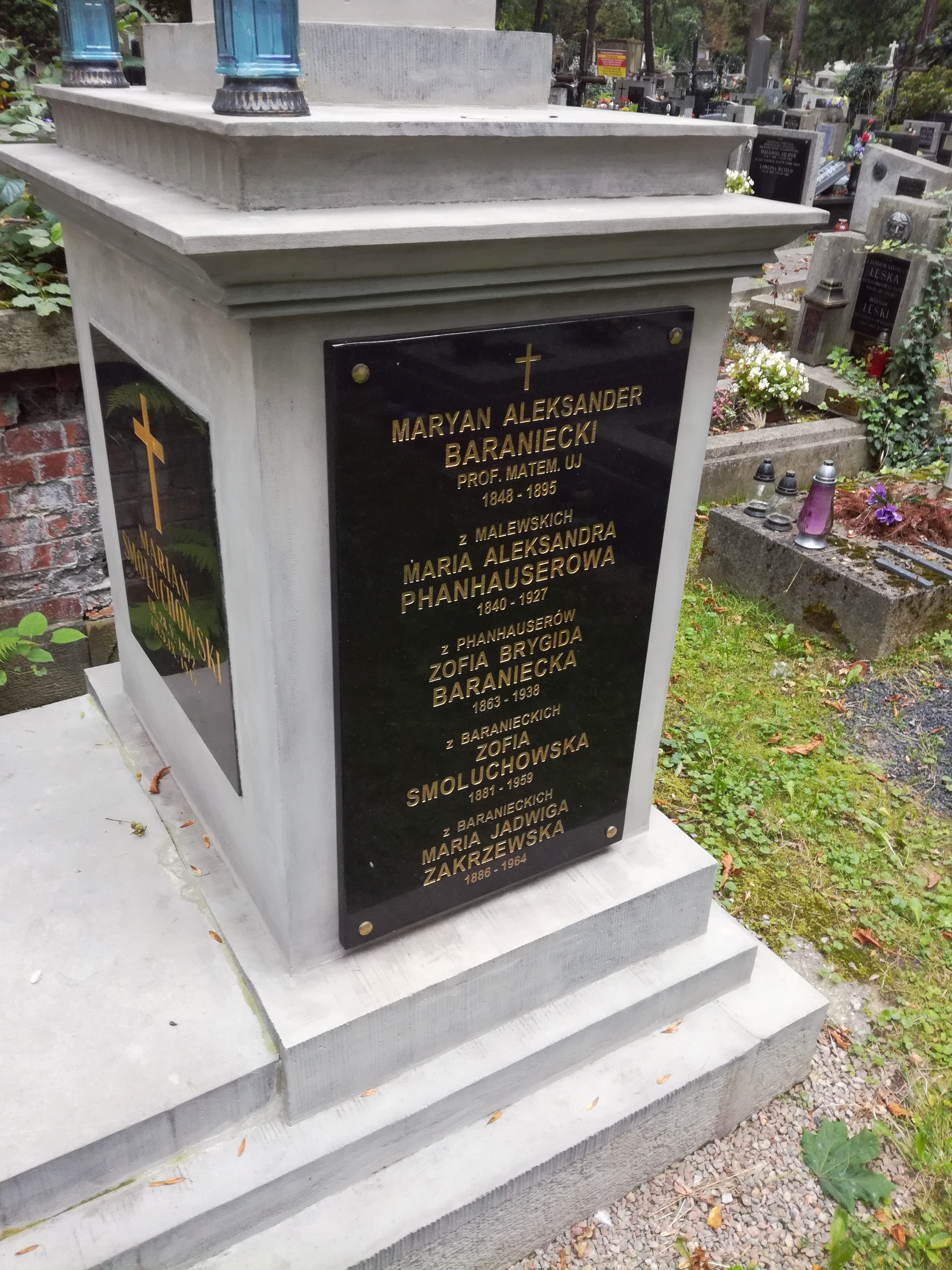
inskrypcja na grobie prof. Mariana Baranieckiego na cmentarzu Rakowickim w Krakowie

W 1880 poślubił Zofię, Brygidę Pfanhauser (1862-1930), z którą miał wcześnie zmarłego syna Jerzego (1884-1886) oraz dwie córki, Zofię (1881-1959) i Marię Jadwigę (1886-1964). Zofia poślubiła Mariana Smoluchowskiego, Maria Jadwiga – prawnika Tadeusza Zakrzewskiego.

## Dorobek
Baraniecki działał głównie na polu nauczania i popularyzacji matematyki, jak i organizacji nauki. Był jednym z inicjatorów "Biblioteki matematyczno-fizycznej". Autor kilku podręczników, w tym:
- Teorya wyznaczników, Towarzystwo Naukowej Pomocy i Nauk Ścisłych, Paryż 1879,
- Arytmetyka, Biblioteka matematyczno-fizyczna, Warszawa 1884,
- Początkowy wykład syntetyczny własności przecięć stożkowych, Biblioteka matematyczno-fizyczna, Warszawa 1885,
- Podręcznik algebry dla uczniów klas wyższych gimnazjów i szkół realnych w Galicji, Kraków, 1893.

Napisane przez niego podręczniki wyróżniały się starannym, niemal współczesnym językiem matematycznym. Baraniecki był twórcą szeregu udanych polskich terminów, takich jak "liczby zespolone" czy "przybliżenie
z nadmiarem".
Był promotorem prac doktorskich Stanisława Kępińskiego (w 1891) i Stanisława Żurakowskiego (w 1886).	